# Val Calanca
Het Val Calanca is een bergdal in de Zwitserse Alpen. Het is gelegen in het zuidwesten van het kanton Graubünden. Val Calanca is een van de vier Italiaanstalige valleien van dit kanton. 
De vallei loopt evenwijdig aan het naastgelegen Valle Mesolcina en opent zich in het zuiden bij de plaats Grono. De totale lengte van het dal bedraagt ongeveer 20 kilometer. Het dal is uitgesleten door de rivier de Calanca, in het zuidelijkste deel is het vernauwd tot een smalle kloof. 
In het Val Calanca liggen de volgende plaatsen:
Sta. Maria Castaneda, Buseno-Molina, Arvigo, Braggio, Selma, Landarenca, Cauco-Bodio, Sta. Domenica, Augio, Rossa. Hiervan zijn Braggio en Landarenca niet met de auto per openbare weg bereikbaar, maar wel per kabelbaan vanuit Arvigo respectievelijk Selma.